# Daniel King (scacchista)
Daniel John King (Beckenham, 28 agosto 1963) è uno scacchista inglese.

## Biografia
Ottenne il titolo di Maestro Internazionale nel 1982 e di Grande Maestro nel 1989. 
Ha partecipato a numerosi tornei in Inghilterra e all'estero. Si classificò 4º all'open di Berna 1987, 4º nel Campionato britannico 1987 (vinto da Nigel Short), pari primo con Boris Gelfand all'open di Sydney 1988, pari secondo nel torneo di Dortmund 1988 e secondo (dietro a Bent Larsen) a Londra 1989. Nel 1990 fu pari primo con Ian Rogers nel Geneva Young Masters di Ginevra. 
Daniel King è però noto soprattutto come presentatore, commentatore e analista, sia come giornalista che come autore di articoli scacchistici su internet, collaborando spesso con Chessbase. È stato allenatore di molti futuri campioni inglesi e ha scritto circa 15 libri di scacchi, tra cui Winning with the Najdorf, How Good is your Chess e Test Your Chess.
Gestisce il canale PowerPlay Chess su YouTube, con analisi di partite e interviste a vari campioni, molto seguito dagli appassionati di scacchi.
Lo storico degli scacchi Edward Winter lo ha definito uno dei migliori commentatori di tornei e match di scacchi su internet.